# Håkan Nesser
Håkan Nesser (Provincia de Örebro; 21 de febrero de 1950) es un escritor sueco de novela policiaca. Ha ganado el Premio a Mejor Novela Policiaca Sueca en tres ocasiones, y su novela Carambole ganó el prestigioso Premio Llave de Cristal en el año 2000. Sus libros se han traducido del sueco a más de veinte idiomas.

## Vida personal
Håkan Nesser nació y creció en Kumla, Provincia de Örebro, y ha vivido su vida adulta en Upsala. Su primera novela fue publicada en 1988, aunque trabajó como maestro hasta 1998 cuando se convirtió en escritor a tiempo completo. En agosto del 2006, Håkan Nesser y su esposa Elke (siquiatra de profesión) se trasladaron a Greenwich Village en Nueva York. Unos pocos años después, la pareja hizo las maletas y se trasladó a Londres donde fue más fácil para su esposa encontrar trabajo.

## Personajes y temáticas

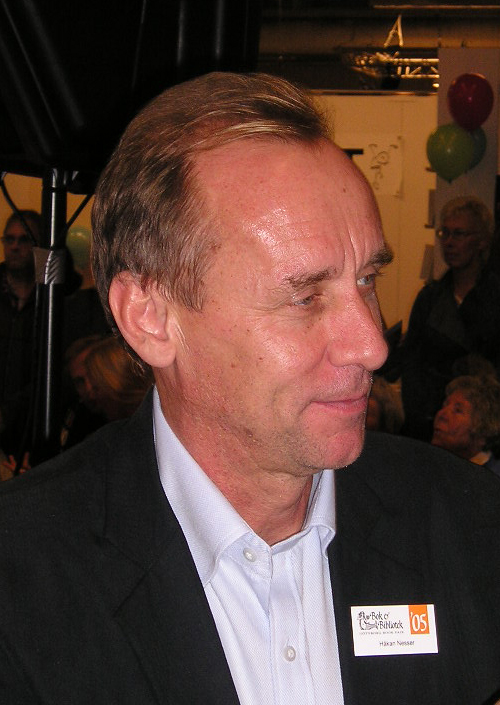
Håkan Nesser en la Feria del Libro de Gotemburgo del 2005.

Con su novela policiaca, Människa utan hund (Humano sin perro), publicada el 2006, Nesser introdujo un nuevo personaje principal, el inspector Gunnar Barbarotti, un inspector policiaco sueco de ascendencia italiana. Desde entonces ha sido el personaje principal en las novelas policiacas de Nesser. Barbarotti es un personaje más optimista que Van Veeteren. Aunque los libros están ambientados en Suecia, el pueblo de Kymlinge es ficticio y nombrado a partir de una "estación de metro abandonada" en Estocolmo.
Nesser explicó en una entrevista que tiene proyectados dos libros más antes de terminar la saga del Inspector Barbarotti, uno de ellos ambientado en Londres y una gran pieza final.

## Filmografía
- Series de Van Veeteren: 
  - Det grovmaskiga nätet (2000, TV)
  - Återkomsten (2001) 
  - Kvinna med födelsemärke (2001, TV)
  - Münsters fall (2005) 
  - Carambole (2005) 
  - Borkmanns punkt (2005) 
  - Moreno och tystnaden (2006) 
  - Svalan, katten, rosen, döden (2006) 
  - Fallet G (2006)

## Premios
- 1994 - Premio a Mejor Novela Policaca Sueca por Borkmanns punkt
- 1996 - Premio a Mejor Novela Policaca Sueca por Kvinna med födelsemärke
- 2000 - Premio Llave de Vidrio for Carambole
- 2007 - Premio a Mejor Novela Policaca Sueca por En helt annan historia